# Børge Henriksen
Børge Henriksen (28 febbraio 1989) è un giocatore di calcio a 5 e calciatore norvegese, pivot del Vesterålen e attaccante del Grovfjord.

## Carriera
Henriksen ha cominciato la carriera con la maglia del Mjølner. Nel 2010 è stato in forza al Grovfjord, per tornare al Mjølner a partire dall'anno successivo.
Attivo anche nel calcio a 5, come reso possibile dai regolamenti della federazione norvegese, a partire dal campionato 2015-2016 ha giocato per il Nordpolen, compagine all'epoca militante nell'Eliteserie. Si è laureato capocannoniere del campionato 2016-2017.
A partire dall'Eliteserie 2017-2018 ha giocato per il Vesterålen.
Per quanto concerne l'attività calcistica, Henriksen ha militato nelle file del Mjølner fino al termine della stagione 2018. Dall'anno seguente, ha fatto ritorno al Grovfjord.